# 남해 창선도 왕후박나무
남해 창선면의 왕후박나무는 대한민국의 천연기념물이다.
- 남해 창선면의 왕후박나무 보관됨 2007-09-29 - 웨이백 머신 - 남북의 천연기념물
- 남해 창선면의 왕후박나무 - 문화재청